# Pracchiola
Pracchiola è una frazione del comune italiano di Pontremoli, nella provincia di Massa-Carrara.
Il piccolo borgo della Val d'Antena è caratterizzato da case in pietra, con volte e pregevoli portali.

## Monumenti e luoghi d'interesse

### Architetture religiose
La chiesa parrocchiale di Pracchiola è intitolata a Santa Maria Assunta ed è stata costruita intorno al XIII secolo.

### Architetture civili
Nel Medioevo a Pracchiola esisteva un piccolo "ospedaletto" dedicato a San Giacomo d'Altopascio che fungeva da ricovero per i pellegrini che giungevano dalla vicina Via Lombarda.

### Aree naturali
Nelle vicinanze di Pracchiola c'è una piccola cascatella lungo il Fiume Magra alta circa 30 metri. denominata "Piscio di Pracchiola". Si trova a 700 m s.l.m.

## Società

### Tradizioni e folclore
- Santa Maria Assunta
- Madonna delle Grazie
- San Carlo Borromeo